# François Tanguy-Prigent

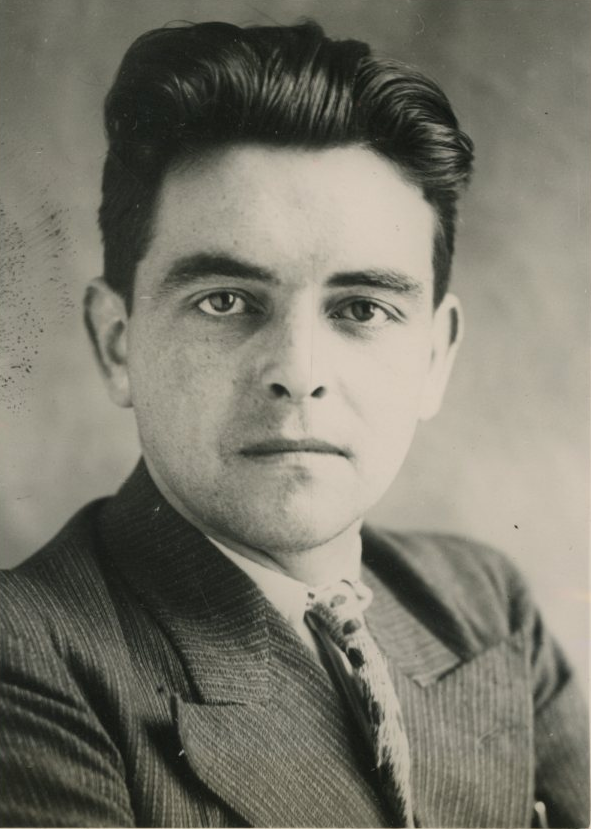
François Tanguy-Prigent (1936)

François Tanguy-Prigent (* 11. Oktober 1909 in Saint-Jean-du-Doigt, Département Finistère; † 20. Januar 1970 in Morlaix, Département Finistère) war ein französischer Politiker der SFIO (Section française de l’Internationale ouvrière) und später der PSU (Parti socialiste unifié), der unter anderem zwischen 1936 und 1942 Mitglied der Abgeordnetenkammer sowie von 1944 bis 1947 Landwirtschaftsminister in verschiedenen Kabinetten war. Er war zugleich zwischen 1945 und 1958 sowie erneut von 1962 bis 1967 Mitglied der Nationalversammlung.

## Leben

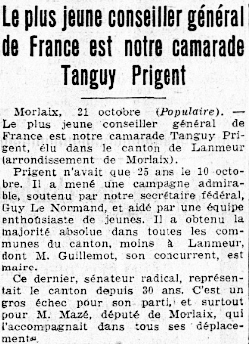
Artikel in der Tageszeitung „Le Populaire“ vom 22. Oktober 1934 über die Wahl von Tanguy-Prigent zum jüngsten Mitglied des Generalrates des Département Finistère.

François Tanguy-Prigent stammte aus einer Familie von Kleinbauern und arbeitete nach dem Besuch der Grundschule auf dem Hof der Eltern. 1925 wurde er als 16-Jähriger Mitglied des Bauernbundes (Fédération paysanne) und begann zwei Jahre später 1927 sein Engagement als Mitglied der Französischen Sektion der Arbeiter-Internationale SFIO (Section française de l’Internationale ouvrière). Am 22. Oktober 1934 wurde er zum Mitglied des Generalrates des Département Finistère gewählt und vertrat dort als jüngstes Mitglied bis 1940 den Kanton Lanmeur. Am 3. Mai 1936 wurde er zudem für die SFIO im Wahlkreis des Département Finistère zum Mitglied der Abgeordnetenkammer (Chambre des députés) gewählt und gehörte dieser nominell bis zum 31. Mai 1942 an. Dabei gehörte er zu den 80 Abgeordneten, die gegen das Verfassungsgesetz vom 10. Juli 1940 stimmten, welches der Regierung von Philippe Pétain die volle Autorität und alle Befugnisse, eine neue Verfassung der französischen Republik zu erlassen und zu verkünden. Dieser Akt gilt als das Ende der Dritten Französischen Republik. Er engagierte sich während der deutschen Besetzung Frankreichs im Zweiten Weltkrieg in der Widerstandsbewegung Résistance für die Libération Nord, eine der wichtigsten Résistance-Organisationen der nördlichen besetzten Zone Frankreichs während des Zweiten Weltkriegs.
Während der Provisorischen Regierung der Französischen Republik bekleidete Tanguy-Prigent in den Kabinetten de Gaulle I (10. September 1944 bis 21. November 1945), de Gaulle II (21. November 1945 bis 26. Januar 1946), Gouin (26. Januar bis 24. Juni 1946), Bidault I (24. Juni bis 16. Dezember 1946) und Blum III (16. Dezember 1946 bis 22. Januar 1947) das Amt als Landwirtschaftsminister (Ministre de l’Agriculture). Er fungierte zudem vom 21. November 1945 bis zum 26. Januar 1946 als Minister für Versorgung (Ministre de Ravitaillement) und unterzeichnete als Landwirtschaftsminister am 18. Mai 1946 das Gesetz zur Gründung des Nationalen Instituts für Agronomieforschung INRA (Institut national de la recherche agronomique).

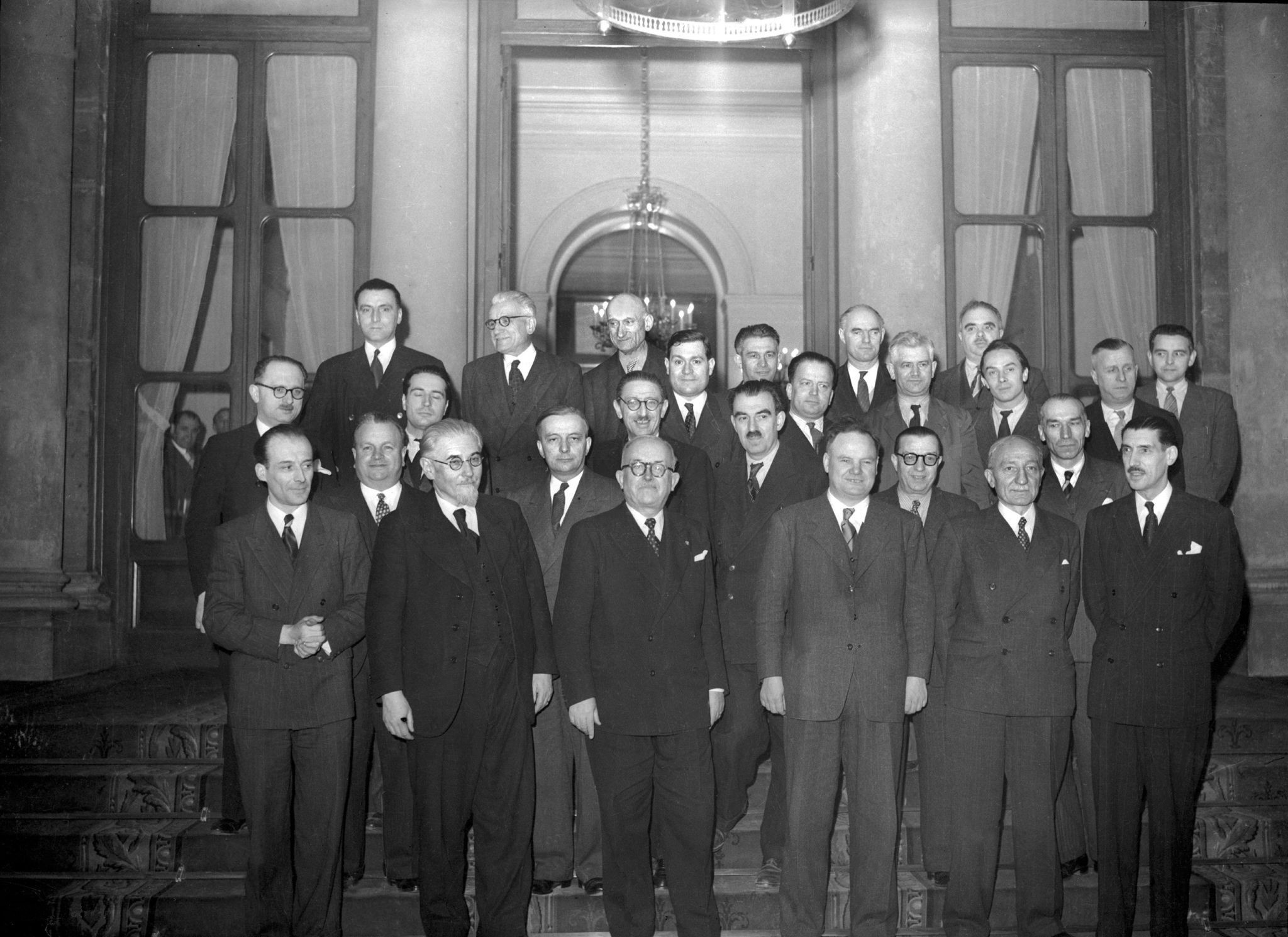
Das Kabinett Ramadier I (23. Januar 1947)

Bei der Wahl am 21. Oktober 1945 wurde François Tanguy-Prigent für die SFIO im Département Finistère zum Mitglied der Verfassunggebenden Nationalversammlung (Assemblée nationale constituante) gewählt und gehörte dieser beziehungsweise nach der Wahl am 10. November 1946 der Nationalversammlung (Assemblée nationale) und seinen Wiederwahlen am 17. Juni 1951 und 2. Januar 1956 bis zum 5. Dezember 1958 an, nachdem er bei der Parlamentswahl am 23. und 30. November 1958 nicht wieder gewählt wurde. 1945 wurde er außerdem auch wieder zum Mitglied des Generalrates des Département Finistère gewählt, dem er wiederum als Vertreter des Kantons Lanmeur 25 Jahre lang bis 1970 angehörte. Nach dem Ende der provisorischen Regierungen übernahm er am 22. Januar 1947 im Kabinett Ramadier I weiterhin das Amt des Landwirtschaftsministers, welches er bis zum 22. Oktober 1947 innehatte. Am 1. Februar 1957 wurde er in das Kabinett Mollet berufen und übernahm in diesem bis zum 13. Juni 1957 das Amt des Ministers für Veteranen und Kriegsopfer (Ministre des Anciens Combattants et des Victimes de guerre). 1958 war er als Vertreter der Nationalversammlung darüber hinaus kurzzeitig Mitglieder des Europäischen Parlamentes.
Während der Fünften Französischen Republik wurde Tanguy-Prigent, der nach seinem Austritt aus der SFIO mittlerweile der am 3. April 1960 gegründeten Vereinigten Sozialistischen Partei PSU (Parti socialiste unifié) beigetreten war, bei der Parlamentswahl am 25. November 1962 im vierten Wahlkreis des Département Finistère als Nachfolger von Jean Le Duc wieder zum Mitglied der Nationalversammlung gewählt. Er gehörte der Nationalversammlung bis zum 2. April 1967 an, nachdem sein Parteifreund Roger Prat bei der Parlamentswahl am 12. März 1967 zum neuen Abgeordneten in diesem Wahlkreis gewählt wurde.

## Hintergrundliteratur
- Christian Bougeard: Tanguy Prigent, paysan ministre, Presses universitaires de Rennes, Rennes 2002, ISBN 978-2-86847-697-5